# Konrad Billewicz
Konrad Franciszek Billewicz (18 lutego 1862 w Kownie, zm. 25 września 1932 w Tomaszowie Mazowieckim) – polski inżynier chemik, był inicjatorem i jednym z założycieli korporacji akademickiej Welecja.
Był synem Hipolita (1832–1901), tłumacza, filozofa, uczestnika powstania styczniowego, i Heleny z Dowgirdów. Był bliskim krewnym Józefa Piłsudskiego (1867–1935), którego matka Maria (1842–1884) pochodziła z rodu Billewiczów.
Szkoły średnie ukończył w Wilnie. W 1882 roku wstąpił na wydział chemiczny politechniki w Rydze. W 1888 roku ukończył politechnikę ze stopniem inżyniera chemika. Wkrótce potem objął stanowisko asystenta przy dyrektorze gazowni w Łodzi. W 1890 roku został kierownikiem zrujnowanej gazowni w Kaliszu, którą nabył na własność. W krótkim czasie uporządkował i doprowadził zakład do świetnego stanu. Następnie został dyrektorem gazowni w Tomaszowie Mazowieckim. Po odrodzeniu niepodległej Polski Polskie Towarzystwo Gazownicze S.A. przy współudziale Billewicza założyło spółkę akcyjną „Zjednoczone Gazownie Polskie”, która wykupiła z rąk niemieckich gazownie w Tomaszowie Mazowieckim, Szczakowej i Oświęcimiu. W 1889 roku założył w Łodzi oddział Towarzystwa Popierania Przemysłu i Handlu, którego główna siedziba mieściła się przy Muzeum Przemysłu i Rolnictwa w Warszawie. Był to rodzaj ukrytej politechniki, w której stawiała pierwsze kroki Maria Skłodowska-Curie. Z Towarzystwa tego zrodziło się później Towarzystwo Techników Polskich. Po wybuchu wojny światowej Billewicz pracował czynnie w Centralnym Komitecie Obywatelskim. W 1915 roku został mianowany ławnikiem magistratu w Tomaszowie oraz opiekunem szpitali, a w 1916 roku sędzią pokoju. W 1924 ustąpił ze stanowiska sędziego i oddał się wyłącznie pracy kierowniczej w spółce akcyjnej „Zjednoczone Gazownie Polskie”. Był postacią powszechnie znaną i bardzo szanowaną w mieście.
Pochowany na cmentarzu katolickim w Tomaszowie Mazowieckim. W tym samym grobie pochowano też żonę Wiktorię z Burych Billewiczową i syna Konrada Billewicza (1897–1945), absolwenta WSH, dyrektora tomaszowskiej gazowni.